# Платнер, Айзик Хаимович
А́йзик (Исаак) Ха́имович Пла́тнер (идиш אײַזיק פּלאַטנער‎; 17 ноября 1895, Соколув-Подляски, Седлецкая губерния, Царство Польское — 26 июля 1961, Паланга, Литовская ССР) — еврейский поэт и переводчик. Писал на идише.

## Биография
Родился в семье портного. Учился в хедере и иешиве, но с 11 лет вынужден был бросить учёбу, чтобы помогать отцу в работе. Первые стихи, написанные на идиш были напечатаны в «Варшавском альманахе» в 1918 году.
Участвовал в деятельности социалистической партии Поалей Цион. В 1921 году уехал в США. Учился в Еврейской учительской семинарии. По окончании семинарии работал учителем в школе.
В 1932 году посетил Советский Союз как участник поездки группы западных писателей. Полученные впечатления привели к тому, что в конце 1932 года Платнер приехал с семьей в Минск. Работал литературным работником в Еврейской редакции Белорусского радиокомитета, литературным редактором в еврейской газете «Октябрь», в журнале «Штерн». В 1933 году в Минске вышел первый сборник его стихов для детей.
Во время Великой Отечественной войны Айзик Платнер эвакуировался в Саранск, затем переехал в Ярославль. В Минск вернулся в 1944 году после освобождения города.
8 июня 1949 года Платнер был арестован. Приговорён Особым совещанием 22 апреля 1950 года по обвинениям по статьям 63-1, 72а, 76 УК БССР — шпионаж и антисоветская националистическая деятельность к 25 годам исправительно-трудовых лагерей с конфискацией имущества.
Отбывал срок по разным данным в Озерлаге (Братск) или Тайшете. Освобождён в 1956 году. Реабилитирован 30 января 1956 года.
По возвращении в Минск он был восстановлен в Союзе писателей, на идише больше не публиковался, так как пресса на этом языке была полностью уничтожена. У него выходили сборники на белорусском и на русском языках, его стихи переводили на польский и чешский языки.
Умер 26 июля 1961 года в Паланге. Похоронен в Минске.

## Творчество
Первый поэтический сборник «Вос дер тог дерцейтлт» («О чём рассказывает день») вышел в 1930 году в США. Его документальная повесть о сопротивлении в Минском гетто «Из-под земли» впервые вышла только в 1986 году в переводе на русский язык.
Автор книг стихов и рассказов: «Фун цвей лендер» («Из двух стран», 1933); «Цвишн киндер» («Среди детей», 1938); «Зун афн швел» («Солнце на пороге», 1940); «Мит либе ун глейбн» («С любовью и верой», 1947); «Из Америки», «Песня о матери», «Поэма о портных», «Соль жизни», сборника рассказов «Самое дорогое» и др. В последние годы жизни работал над книгой воспоминаний «О тех, кого нам недостаёт».
Платнер перевёл с английского на идиш роман Майкла Голда «Еврейская беднота» (Jews Without Money), с немецкого — сказки братьев Гримм, обработал для БелГОСЕТа пьесу А. Гольдфадена «Ди цвей кунилемлех» («Два простофили»).